# Port de Bataillence
Le  port de Bataillence  est un col de montagne pédestre des Pyrénées à 2 465 mètres d'altitude en vallée d'Aure, dans le département français des Hautes-Pyrénées en Occitanie.
Il relie la vallon de Saux, à l'ouest, à la vallée du Moudang.

## Toponymie
Le mot port signifie en gascon « porte » ou « col », c'est le pendant de puerto en espagnol.

## Géographie
Le port de Bataillence est situé entre le pic de Pêne Abeillère (2 611 m) au nord et le pic de Bataillence (2 602 m) au sud et surplombe le lac de Héchempy à l'est.

## Protection environnementale
Le col fait partie d'une zone naturelle protégée, classée ZNIEFF de type 1 : haute vallée d'Aure en rive droite, de Barroude au col d'Azet.

## Voies d'accès
Le versant ouest est accessible depuis le parking du tunnel Aragnouet-Bielsa, par le sentier le long du ruisseau Riou Nère.
Sur le versant est, depuis le pont de Moudang et le sentier le long de la Neste du Moudang, jusqu'aux granges du Moudang et le lac de Héchempy (2 305 m).